# Амурський район
Аму́рський район (рос. Амурский район) — район у складі Хабаровського краю Російської Федерації.
Адміністративний центр — місто Амурськ.

## Історія
Амурський промисловий район був утворений 1 лютого 1963 року, центром стало смт Амурськ. Тоді до складу району увійшли 7 сільрад (Еворонська, Нижньотамбовська, Падалинська, Селіхінська, Хурбінська, Хурмулінська, Чапаєвська) і 5 смт (Амурськ, Болонь, Ельбан, Литовко, Хунгарі) Комсомольського та 3 сільради (Анюйська, Верхньоманомінська, Джонкінська) і 1 смт (Інокентьєвка) Нанайського районів. 22 травня того ж року Нижньотамбовська сільрада була повернута до складу Комсомольського сільського району. 13 серпня 1964 року Анюйська та Верхньоманомінська сільради були повернуті до складу Нанайського сільського району.
12 січня 1965 року район був перетворений в сучасний, до його складу увійшли 1 сільрада (Падалинська) та 4 смт (Амурськ, Болонь, Ельбан, Литовко) колишнього Амурського промислового району, 3 сільради (Вознесеновська, Джуєнська, Омминська) Комсомольського та 1 сільрада (Голубиченська) Хабаровського сільських районів. 28 жовтня 1971 року зі складу Литовської селищної ради виділено Санболинську сільраду, а Голубиченська сільрада приєднана до Литовської селищної. 27 грудня 1973 року смт Амурськ перетворено в місто крайового підпорядкування. 31 березня 1977 року до складу району увійшла Болонська сільрада Нанайського району, яка 13 лютого 1978 року перейменована в Ачанську. 30 травня того ж року Вознесеновська сільрада перейменована у Вознесенську.
1992 року усі сільські та селищні ради були перетворені у сільські та селищна адміністрації, а 2004 року — у сільські та міські поселення відповідно. 27 січня 1999 року смт Болонь втратило міський статус і стало селом. 29 липня 2011 року смт Литовко також втратило свій міський статус і отримало статус селища.

## Населення
Населення — 58485 осіб (2019; 65639 в 2010, 75032 у 2002).

## Адміністративний поділ
Район адміністративно поділяється на 8 сільських поселень та 2 міські поселення:
| Поселення                       | Площа, км² | Населення, осіб (2002) | Населення, осіб (2010) | Населення, осіб (2019) | Центр        | Населені пункти |
| ------------------------------- | ---------- | ---------------------- | ---------------------- | ---------------------- | ------------ | --------------- |
| Амурське міське поселення       | 318,00     | 47759                  | 42970                  | 39046                  | Амурськ      | 1               |
| Ельбанське міське поселення     | 94,08      | 13763                  | 11976                  | 11015                  | Ельбан       | 2               |
| Ачанське сільське поселення     | 13,14      | 569                    | 512                    | 491                    | Ачан         | 1               |
| Болонське сільське поселення    | 187,30     | 1385                   | 1081                   | 697                    | Болонь       | 7               |
| Вознесенське сільське поселення | 81,76      | 2666                   | 2269                   | 1843                   | Вознесенське | 4               |
| Джуєнське сільське поселення    | 30,71      | 514                    | 461                    | 413                    | Джуєн        | 1               |
| Литовське сільське поселення    | 207,07     | 4301                   | 2686                   | 1944                   | Литовко      | 10              |
| Омминське сільське поселення    | 26,55      | 472                    | 413                    | 363                    | Оммі         | 1               |
| Падалинське сільське поселення  | 61,89      | 2196                   | 2062                   | 1726                   | Ізвестковий  | 4               |
| Санболинське сільське поселення | 82,35      | 1407                   | 1209                   | 947                    | Санболі      | 4               |

## Найбільші населені пункти
| №  | Місто        | Населення, осіб (2002) | Населення, осіб (2010) |
| -- | ------------ | ---------------------- | ---------------------- |
| 1  | Амурськ      | 47759                  | 42970                  |
| 2  | Ельбан       | 12909                  | 11934                  |
| 3  | Вознесенське | 2390                   | 2061                   |
| 4  | Литовко      | 2751                   | 2043                   |
| 5  | Ізвестковий  | 1890                   | 1574                   |
| 6  | Санболі      | 1265                   | 1109                   |
| 7  | Болонь       | 1136                   | 946                    |
| 8  | Ачан         | 569                    | 512                    |
| 9  | Джуєн        | 514                    | 461                    |
| 10 | Оммі         | 472                    | 413                    |